# Али Риза ефендија
Али Риза ефендија (тур. Ali Rıza Efendi; Солун 1839 —  Солун, 1889 или 1890) је био османски царински службеник и трговац. Његов син је Мустафа Кемал Ататурк, оснивач модерне Турске. 
Али Риза је рођен око 1839. године у Солуну у Македонији, од оца Кизил Хафиз Ахмет ефендије и мајке Ајше Ханим. Његови родитељи су имали четворо деце (Мустафа, Хатиџе, Нимети и Али Риза). Породица је пореклом из Коџаџика код Дебра у Македонији и преселила се у Солун тридесетих година 19. века. Отац је био школски учитељ и припадао је роду Шкодралар у Аша Махали, који се доселио око 1810. у Коџаџик из Скадра, а мајка роду Голалар у Јокари Махали. Завршио је основну школу Абди Хафиз у Солуну и радио као службеник у Управи фондација и Управи царина до 1881. године, а потом се бавио трговином дрвета. Оженио се 1870. године Зубејдом Ханим и са њом имао шесторо деце (Фатима, Ахмет, Омер, Мустафа, Макбуле и Наџије). Разболео се од туберкулозе око рођења ћерке Макбуле (1885) и преминуо када је најмлађа ћерка Наџије (1889) имала 40 дана. Сахрањен је на гробљу Хортаџи Сулејманове џамије (Ротонда) у Солуну.